# 兒童色情

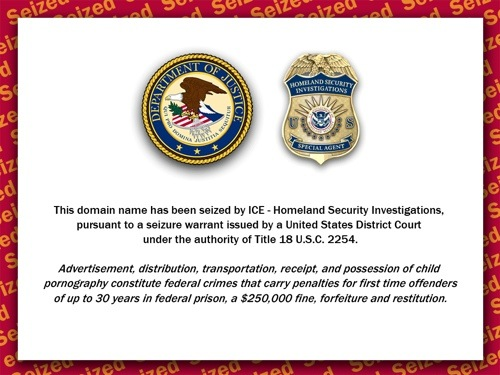
一个儿童色情网站被美国司法部封禁后网页内容

兒童色情（又稱兒童性虐待製品或兒童性剝削製品，在英語又稱為CP或CSAM或CSEM）是指刻畫18歲以下者的情色性資料。兒童色情的定義因司法區域而異。
有的兒童色情是透過線上要求、強迫、偷拍的形式制作的。也有的是兒童或青少年在沒有成人參與的情況下自行製作。部分兒童色情包含了性虐待成分。線上性罪犯有時會收集和分享該些照片或影片。
兒童色情法一般涵蓋處於青春期前、青春期、青春期後的人的性意象，此外亦可能包含由電腦生成的資料。在美國，大多被警方拘捕的兒童色情持有者多持有刻畫青春期前兒童的色情材料。至於該些刻畫青春期後未成年人色情意象的資料雖然也是規管對象，但持有者相對較不為警方重視。
在世上大多數地方，任何涉及兒童色情的活動都是違法的，而且該些資料常受到审查。截至2008年，187個國際刑警成員國當中有94個設有針對兒童色情的法律，此外也有國家完全禁止任何類型的色情物品。

## 名词术语
兒童色情的具體定義因地而異，国际法也沒有為其定義達成共識。
在美國，兒童色情一般定義為露骨地刻畫18歲以下者的資料。在加拿大，兒童色情在法律上也涵蓋虛構的未成年人。英國法律沒有出現過兒童色情這一字眼，不過其列出了一系列可以形容為兒童色情的非法資料。一些英語區域會使用COPINE量表來分類涉及未成年人的性意味作品。
在2000年代，英語學者和執法者開始更為使用「兒童性虐待資料」來形容「兒童色情」，因為色情的英語「pornography」暗含著互相同意的意味，而且會讓人跟該些資料含有的虐待成分產生距離。一些政府則會使用「兒童性虐待資料」（child sexual abuse material）來形容之。其他類似字眼包括「兒童虐待資料」、「受到記錄的兒童性虐待」、「受刻畫的兒童性虐待」。「兒童色情」等字眼在各區域有著其法律定義
。2008年，反对儿童及青少年性剥削第三次世界大会（World Congress III against the Sexual Exploitation of Children and Adolescents）在其正式通過的协议里指出，“‘儿童虐待图像’越来越多被用来指代色情制品中的儿童与青少年性剥削。这是为了反映这种现象的严重性，以及强调儿童色情图像实际上就是犯罪记录。”

## 歷史

### 古近代
古代中國和阿拉伯便有描寫未成年人和成年人之間的性行為的文學作品。到了19世紀，亦有英語情色文學作品描述了兒童與他人發生的性關係。兒童文學作家路易斯·卡羅曾拍攝多名女孩的半裸或全裸照片。其動機有著不同説法，一説認為他跟當時其他攝影師一樣，只是以美學的角度製作這類的作品。另一説則認為他是出於戀童動機。卡羅到1960年代之間的兒童色情有著怎樣的發展則欠缺紀録證明。:38-39:44

### 黄金年代與反彈
到了1960年代後期至1970年代，由於西方在性的審查上有著不少放寬:31，故此市面上開始出現不同的兒童色情雜誌，像是《Children Love》、《Lollitots》、《Bambina Sex》:44。這使得歷史及宗教研究系教授菲利普·詹金斯稱之為「兒童色情的黄金年代」:39。
1970年由喬普·威廉姆斯創辦的兒童色情雜誌《羅莉塔》（Lolita）開始發行，一直出版到1987年:75。威廉姆斯表示，該雜誌的發行量高峰時達25,000份。1971年，丹麥的Rodox/Color Climax為了在色情製品市場上獨樹一格，而開始製作大量的兒童色情雜誌和電影:44:39:74。在1970年代中後期，西方反兒童色情的民意因為媒體的負面關注、女性主義者的批判、對危險陌生人的恐慌而掘起。執法機構自此加大力度取締這類型的物品:44:39。1978年，美國禁止散佈刻畫16歲以下者的淫穢物品法律正式生效。1984年美國的《兒童保護法》則把16歲提升到18歲，之後亦把18歲以下者沒實際發生性行為的「淫蕩」刻畫視為違法:35-36。
與此同時，日本寫真界到了1970年代後半葉開始跟進蘿莉控熱潮，致使少女祼體寫真集走向色情路線。到了1980年代，業界終意識到少女裸體作品有着龐大的需求，於是相關作品的供給量亦顯著上升。在這段期間，日本出版了100部以上的少女裸體寫真集，並出現了首本蘿莉塔專門誌《Hey! Buddy》。1985年《Hey! Buddy》被警視廳保安一課下令回收禁售，這事帶出了在當局眼中，「少女的陰裂可被認定為淫穢物」的訊息。宮崎勤事件亦使社會對於蘿莉控等事物的反對聲浪進一步推高。同時期蘿莉控漫畫亦步向成熟，使得少女裸体寫真集步入低谷。

### 互联网與未成年人自製
由於互联网及攝影技術在1990年代至今趨向普及，所以兒童色情的供給也出現爆炸式增長。與實體媒體相比，互聯網的可接達性、匿名性、可負擔性都更高。除此之外，存儲設備的進步也能使人們以更低成本收藏更大量的作品:42-45。詹金斯曾在1990年代末至2000年代初考察人們在BBS、新聞組、故事板上分享兒童色情的狀況，並發現人們會開設不同的新聞組，然後分享兒童色情:54-57。之後網站（包括明網和暗網）、點對點網絡分享取代了以上渠道。日本於1999年通過《兒童買春、兒童色情關係行為等規制及處罰並兒童保護等相關法律》，把散播及製造兒童色情製品的行為明文禁止。不過其沒有禁止完全虛構的兒童色情和年少偶像相關產品，這些在澳洲等國家有機會被視為違法，即使前者不涉及真人，後者並沒任何形式的暴露行為:44-45。2014年該法曾作出修訂，使得該些偶像穿上泳衣等衣裝的影像更有機會被視為違法，一些年少偶像商店因而倒閉。
此外由於技術進步，在2000年代至2020年代期間愈來愈多未成年人會在沒有成年人參與製作的情況下自製有關自身的色情影像。其中有的會發送給朋友或同齡性伴侶，有的會在他們自身為了滿足消費慾望的情況下販賣給其他人。

## 製作
有的兒童色情是透過線上要求、強迫、引誘的形式製作的。也有的是偷拍的（例如洗澡時候的照片）。在美國為警方介入的兒童色情案件當中，涉及暴力的很罕見，它們大多都在交換禮物、線上請求、想維持或建立浪漫關係時發生。很多兒童或青少年會在沒有成人參與的情況下自行製作有關自身的色情物品。
2018年4月《每日电讯报》報導指，互聯網上涉及兒童和青少年的性暴露影像當中，有31%是他們自行製作（2017年11月至2018年2月）。只計2017年12月則有4成。該些兒童或青少年會在模仿成人色情作品的情況下自行製作影像（不論是自拍還是跟伴侶一起拍攝），而且當中沒有成人參與。該篇報導还指性犯罪者會搜尋並收集這類型的物品。

### 人工生成或模擬意象
模擬兒童色情能夠在兒童沒有直接參與的情況下產生，像是修改現實兒童的影像、一些看起來不符實際年齡的青少年或成人拍攝的影像、完全由電腦產生的影像。

### 性短訊和未成年人之間的拍攝
性短訊（Sexting）是指傳送、接收和轉發性曝露訊息、相片、影片的行為。它一般透過流動電話，以單對單的形式進行。這一行為也可能會用到電腦等數碼裝置。之後該些影像可能會傳給其他人或於網路上公開。在許多地區，最低合法性行為年齡會定得比成人年龄要低，因此高於最低合法性行為年齡的未成年人可跟同齡人合法地發生性關係。在照相手機於青少年圈子普及以前，不少地区便已制定兒童色情法。因此便有可能出現青少年雖在法律上能給予有效性同意，但不會被視為成人的情況。在這一前提下，若他們自拍裸照，然後發給朋友或同齡性伴侶，那麼便有可能被控以製作及分發兒童色情物品罪。新罕布夏大學的兒童罪行研究中心表示，2009年被拘捕的兒童色情製作嫌犯當中，有7%屬於這種情況。另外被捕人當中也有的屬於青少年伴侶或只有很少年齡差距的朋友——當中一方為法定成年，另一方則尚未在法律上如此認定。在一些國家，犯下此類罪行的人須在性犯罪記錄名冊上註冊。

### 線上性販運
線上性販運的兒童受害者被迫透過網路直播，出演帶剝削成分的兒童色情表演。該些錄像有機會給人儲存下來，然後被當作商品發售。販子會強姦受害者，或強迫他們與他人發生性行為，把有關場景以直播形式公開。他們經常被迫在螢幕上面對已付費的來場者，跟從他們的指示。這類行為常發生在配有摄像头的特設房間中。線上性罪犯會尋找這類內容，為之付上金錢。

## 罪犯特徵
綜合眾多西方研究顯示，兒童色情犯罪者大多是白人、年紀介乎25至50歲之間。與實際侵犯兒童者相比，他們更有可能受僱。也更有可能受過高等教育。約一半被定罪的兒童色情犯罪者在犯罪或被捕時為獨身。他們已有下一代的比例也比起實際侵犯兒童者為低。除此之外，實際侵犯兒童者較有可能轉變成兒童色情罪犯，而兒童色情罪犯實際侵犯兒童的機會相對很低。
塞托（Seto）在2011年發表了一份元分析，結果顯示兒童色情犯罪者在1至6年內重犯的機會為5%。他在2015年寫道，他們在5年內重新犯下性罪行的機會為11%。研究顯示，具有較高反社會性和非典型性興趣的犯罪者較有可能重犯。其他研究顯示，兒童色情罪犯的重犯機會比實際侵犯兒童的要低。而有過實際侵犯兒童歷史的兒童色情罪犯比只消費兒童色情的實際重犯機會較高。

## 跟兒童性侵犯的關係
只消費兒童色情物品的人與實際性侵犯兒童的人相比有著不少差異，前者的反社會性較低，而且較高比例為性偏離者。因此他們實際侵犯兒童的機會很低。相反，同時擁有消費兒童色情物品和性侵犯兒童歷史的人可認定較大機會同時具有較高的反社會性和性偏離興趣，所以實際再度侵犯兒童的機會較高。

## 倫理
學術界很少研究兒童色情的倫理問題。女性主義作家蘇珊·科爾表示，其原因在於學術圈普遍認為此類物品對未成年人「存有傷害」。
一些學者認為管有兒童色情是不道德的，因為其會促使人實際侵犯兒童，但此一宣稱欠缺證據證明。
部份法官曾表示，兒童色情的使用者促進了有關市場的增長。安妮·希岡尼特質疑此一說法，認為兒童色情在市場上有利可圖且具一定規模的說法欠證據證明。不過，若然證實生產者純粹是因為預料其他人會觀賞他們的作品而製作，此一理據仍可以是有效的。
1990年朱迪斯·巴特勒表示，由於各類的兒童色情法在20世紀出台，使得談論該些製品本身便引起一定的情色效果，使得禁區「被情色化」。另一有關禁止兒童色情的倫理理據認為，若然沒禁止之，那麼便會更有可能讓兒童視為性對象，促使人侵犯兒童。

### 玩家困境
2009年，摩根·勒克（Morgan Luck）在一篇文章中提出了「玩家困境」這一道德困境。當中他比較了在虛擬世界中謀殺他人和性侵犯兒童這兩個場景（涵蓋電腦生成的兒童色情製品）。他表示雖然社會較接受前者且反對後者，但他找不出兩者有何差別，反對其中一方的理據都可適用於另一方。此一道德直覺也可歸因於文化問題，例如相對於西方，以虛擬兒童為主角的模擬兒童色情作品在日本相對較容易接受；相對於高頻度遊戲玩家，低頻度玩家較容易認為兩者皆不可接受。
倫理學家會嘗試從兩個大方向解決玩家困境：
- 第一種是嘗試找出兩者之間的區別，然後以此證明在虛擬世界中性侵犯兒童是不道德，謀殺他人是道德的[66]。
- 第二種是質疑前提，指在虛擬世界中謀殺他人是不道德，或在虛擬世界中性侵犯兒童是道德的[66]。

## 法律规管

### 國際間協作
国际刑警组织的主要任务之一就是防止跨国儿童犯罪，这包括儿童色情和其他任何形式的儿童剥削及贩卖儿童。
美国司法部负责协调地方与联邦的警察部门，乃至与其他国家政府合作，以便追踪、调查与起诉各司法管辖区的儿童色情罪犯。美国司法部打击儿童色情的努力包括美国国家儿童受害者识别项目，这是全球最大的儿童色情数据库。该项目的目的是为了识别受虐案中的儿童受害者，项目由美国国家儿童失踪与受虐儿童援助中心维护。
谷歌公司在2008年宣布与美国国家儿童失踪与受虐儿童援助中心展开合作，以简化儿童保护工作人员对数百万张儿童色情图片的筛选以确定受害者工作并促使这一工作的自动化。同时谷歌还开发了视频指纹识别技术和软件，以取代以前审查中心人工审查约1,300万张图片和视频的工作。

### 國家法律與國際法
几乎所有社会的儿童色情法都会对儿童色情制品的生产者和分发者執行严厉的处罚，这其中就包括监禁。但是根据所分发的范围和内容，非商业性的分化相对处罚会较轻。同时，拥有儿童色情制品也会判处监禁之类的处罚，但是初犯者有可能获得缓刑。
2006年，国际失踪和受虐儿童援助中心发布了一份关于当时国际刑警组织184个成员国或地区中存在儿童色情司法调查结果的报告。这份报告在随后的版本里更新了许多信息，使之囊括了联合国196个成员国的相关信息。这份名为《儿童色情：规范立法与全球审查（Child Pornography: Model Legislation & Global Review）》的报告对于各国的立法评估采用如下标准：

1. 是否存在明确认定的儿童色情；
2. 是否提供儿童色情制品的定义；
3. 是否明确将计算机辅助犯罪定为刑事犯罪；
4. 是否将知情情况下拥有儿童色情定为刑事犯罪，而不管其分发意图为何；
5. 是否互联网服务商向执法部门或其他授权机构提供疑似儿童色情的报告

国际失踪和受虐儿童援助中心表示，他们在初版报告中发现，全球仅有27个国家拥有针对儿童色情犯罪进行处罚的相关立法；而有多达95个国家没有专门针对儿童色情的相关立法。這使得儿童色情因各国的针对性法律不足，而成为一項全球问题。而在第七版报告中，全球仍有69个国家需要立法来处理儿童色情问题，而其中有53个国家没有任何针对儿童色情问题的立法。在2006年到2012年这长达七年多的研究中，国际失踪和受虐儿童援助中心与其旗下的昆斯家族国际法律与政策研究所（Koons Family Institute on International Law and Policy）指出，它们与100個国家合作进行有关儿童色情问题的應對工作和修订新的法律。
国际失踪和受虐儿童援助中心在2008年的报告中对187个国家的儿童色情立法进行了审查，而结果显示仍然有93个国家没有对此问题的专门立法。而在这93个国家当中，又有36个国家并未将无论其分发意图仅持有儿童色情的行为定位犯罪。然而这些立法审查工作并没有将所有的儿童色情定义为“明确的”的儿童色情，也没有任何禁令针对“最恶劣形式的童工”。加拿大与澳大利亚等一些国家有专门的立法禁止有关儿童色情的卡通、漫画或文章，而另外有一些国家要求互联网服务提供商监控网络以检测儿童色情。
联合国的《关于买卖儿童、儿童卖淫和儿童色情制品问题的任择议定书》要求缔约方禁止“制作、分发、传播、进口、出口、提供、出售、拥有或商上述全部目的”的儿童色情。 2006年开始实施的欧洲委员会的《网络犯罪公约》和欧盟框架要求各缔约国与成员国有关儿童色情的所有方面都定为刑事犯罪。

### 書刊
- 青山正明. . 宝島30. Vol. 1994年9月号: 164 – 168.
- 高月靖. . バジリコ. 2009-10-26. ISBN 978-4-86238-151-4.